# Craig Jones (jiu-jitsu brésilien)
 (mai 2024).
La mise en forme du texte ne suit pas les recommandations de Wikipédia : il faut le « wikifier ».
Les points d'amélioration suivants sont les cas les plus fréquents. Le détail des points à revoir est peut-être précisé sur la page de discussion.
- Les titres sont pré-formatés par le logiciel. Ils ne sont ni en capitales, ni en gras.
- Le texte ne doit pas être écrit en capitales (les noms de famille non plus), ni en gras, ni en italique, ni en « petit »…
- Le gras n'est utilisé que pour surligner le titre de l'article dans l'introduction, une seule fois.
- L'italique est rarement utilisé : mots en langue étrangère, titres d'œuvres, noms de bateaux, etc.
- Les citations ne sont pas en italique mais en corps de texte normal. Elles sont entourées par des guillemets français : « et ».
- Les listes à puces sont à éviter, des paragraphes rédigés étant largement préférés. Les tableaux sont à réserver à la présentation de données structurées (résultats, etc.).
- Les appels de note de bas de page (petits chiffres en exposant, introduits par l'outil «  Source ») sont à placer entre la fin de phrase et le point final[comme ça].
- Les liens internes (vers d'autres articles de Wikipédia) sont à choisir avec parcimonie. Créez des liens vers des articles approfondissant le sujet. Les termes génériques sans rapport avec le sujet sont à éviter, ainsi que les répétitions de liens vers un même terme.
- Les liens externes sont à placer uniquement dans une section « Liens externes », à la fin de l'article. Ces liens sont à choisir avec parcimonie suivant les règles définies. Si un lien sert de source à l'article, son insertion dans le texte est à faire par les notes de bas de page.
- La présentation des références doit suivre les conventions bibliographiques. Il est recommandé d'utiliser les modèles {{Ouvrage}}, {{Chapitre}}, {{Article}}, {{Lien web}} et/ou {{Bibliographie}}. Le mode d'édition visuel peut mettre en forme automatiquement les références.
- Insérer une infobox (cadre d'informations à droite) n'est pas obligatoire pour parachever la mise en page.

Pour une aide détaillée, merci de consulter Aide:Wikification.
Si vous pensez que ces points ont été résolus, vous pouvez retirer ce bandeau et améliorer la mise en forme d'un autre article.
Pour les articles homonymes, voir Craig Jones (homonymie) et Jones.
Craig Benjamin Jones (né le 17 juillet 1991) est un grappler[Quoi ?] australien et un compétiteur et entraîneur ceinture noire de jiu-jitsu brésilien. Champion du monde IBJJF No-Gi de jiu-jitsu brésilien en 2015 en tant que ceinture violette, Jones est deux fois médaillé d'argent au Championnat du monde de lutte de soumission ADCC et trois fois champion de Polaris Pro Grappling. Jones s'entraîne à Austin, au Texas, et est à la tête de la B-Team Jiu-Jitsu. Il est également l'organisateur du Craig Jones Invitational, un événement visant à concurrencer l'ADCC.

## Biographie
Craig Jones est né le 17 juillet 1991 à Adélaïde, en Australie méridionale. En 2006, Jones a commencé à s'entraîner au jiu-jitsu brésilien (BJJ) dans l'académie de son cousin. Après avoir obtenu sa ceinture violette, Jones a déménagé à Melbourne où il a commencé à s'entraîner sous la direction de Lachlan Giles . Il y est resté jusqu'à ce qu'il soit promu ceinture noire par Giles alors qu'il s'entraînait à l'Absolute MMA Academy. Des années plus tard, Jones a déménagé à New York afin de s'entraîner auprès de John Danaher et aux côtés de Gordon Ryan. Jones a déménagé avec le reste de l'équipe à Porto Rico pendant la pandémie de COVID-19 pour continuer à s'entraîner et à se préparer aux compétitions.Cette période a été particulièrement difficile pour Jones, avec des dissensions grandissantes au sein du groupe menant éventuellement à des conflits.
L'équipe qui s'entraînait sous Danaher s'est dissoute le 26 juillet 2021 et les anciens membres se sont séparés. Jones a déménagé à Austin, Texas, pour créer une nouvelle équipe, B-Team Jiu-Jitsu, aux côtés de Nicky Ryan (Frère de Gordon Ryan), Nicky Rod et Ethan Crelinsten, des anciens membres de la Danaher Death Squad. Il est l'entraîneur BJJ de l’actuel champion poids plume de l'UFC, Alexander Volkanovski et de l'actuel champion mi-moyen, Jack Della Maddalena. Il a également été entraîneur du BJJ pour l'équipe Volkanovski sur The Return of The Ultimate Fighter: Team Volkanovski vs. Team Ortega. Il est réputé pour la lutte défensive qu'il met en place avec ces deux athlètes.

## Carrière de grappling
En 2014, Jones concourait à la ceinture violette et a remporté l'or au Championnat du monde NAGA et l'or au Championnat pan-pacifique AFBJJ, un tournoi organisé chaque année à Melbourne. L'année suivante, en 2015, Jones s'est qualifié pour les Championnats du monde ADCC 2015, un tournoi de lutte par soumission organisé tous les 2 ans et souvent appelé les « Jeux olympiques du grappling »,,, après avoir remporté l'ADCC Asie et Trials en Océanie dans les -84 kg. Jones a perdu le premier tour mondial de l'ADCC par soumission à Romulo Barral, mais a remporté les championnats du monde IBJJF No-Gi dans la division ceinture violette, le premier homme australien à remporter un championnat du monde IBJJF. Un an plus tard, en 2016, Jones a remporté le bronze au Championnat du monde professionnel de Jiu-Jitsu d'Abu Dhabi dans la division ceinture marron. En 2016, Jones a été promu ceinture noire par Giles alors qu'il s'entraînait à l'Absolute MMA Academy, ceinture noire lui permettant de rentrer dans de nouvelles compétitions comme l'EBI et ainsi avancer sa carrière.

### Carrière de ceinture noire
En 2017, Jones s'est à nouveau qualifié pour le championnat du monde ADCC, cette fois pendant le championnat, Jones a soumis le 5x champion du monde ceinture noire Leandro Lo, l'entraîneur de Unity BJJ Murilo Santana et Chael Sonnen avant de perdre la demi-finale contre Keenan Cornelius et la 3e place contre Alexandre Ribeiro. En 2019, Jones a remporté l'argent au championnat du monde de combat de soumission ADCC, une victoire qui va participer à construire sa réputation.
Jones a affronté le vétéran de l'UFC Donald Cerrone dans un superfight de Combat Jiu-Jitsu aux Championnats du monde de Combat Jiu-Jitsu poids plume le 19 décembre 2021, et l'a soumis avec un étranglement arrière nu pendant le temps réglementaire. En 2022, Jones est revenu à l'ADCC et a de nouveau remporté l'argent après être passé au -99. division kg, battant le 3 x champion du monde Nicholas Meregali en demi-finale, avant de s'incliner aux points (4-0) contre Kaynan Duarte . Cette tendance à remporter l'argent et d'échouer en finale lui a valu son surnom de "Deuxième meilleur grappler du monde"
Jones devait participer à un match revanche contre Meregali à Who's Number One le 25 février 2023, mais a dû se retirer et le match a été reporté. Jones a affronté Felipe Pena lors de l'événement principal de l'UFC Fight Pass Invitational 4 le 29 juin 2023  Il a gagné en prolongation, par l'évasion la plus rapide. Il a ensuite participé au Quintet 4 le 10 septembre 2023, au sein de l'équipe B-Team Bulls, ses camarades de Austin Texas. Jones a enregistré deux nuls et deux victoires pour aider son équipe à remporter le tournoi.

#### 2024
Jones a affronté Philip Rowe dans l'événement principal de la Pit Submission Series 2 de Karate Combat le 23 février 2024  Il a soumis Rowe avec un triangle à la volée et a remporté le match. Jones a exprimé son enthousiasme pour le format de Karaté combat et à depuis recombattu contre Rinat Fakhretdinov lors de la Pit Submission Series 4 de Karate Combat le 20 avril 2024  Il a remporté le match par soumission avec un  étranglement triangle.

## Résultats compétitifs
Quelques résultats compétitifs de Craig Jones :
- champion des poids moyens Polaris 17 [note 1] (2021) ;
- champion des poids moyens Polaris 10 (2019) ;
- champion Polaris 8 Light Heavyweight [note 2] (2018) ;
- champion des poids moyens Polaris 6 (2018) ;
- soumission Underground Absolute Champion (2019)[29]
- 2e place au Championnat du monde de combat de soumission ADCC (2019 [30] /2022 [19]) ;
- 3e place EBI 11 sur invitation (2017) ;
- 3e place Grand Prix Kasaï 2 185 lbs (2018) ;
- 3e place Grand Prix Kasai 5 205 lbs (2019) ;
- championnat du monde IBJJF NoGi (violet 2015) ;
- championnat pan-pacifique AFBJJ (2014 [note 3] violet) ;
- essais mondiaux ADCC Asie et Océanie (2014/2016) ;
- championnat du monde NAGA (violet 2014) ;
- 3e place UAEJJF Abu Dhabi Pro (marron 2016).

## Vie privée
Jones a également complété l'équivalent d'une licence en sciences du comportement (psychologie). En 2020, Jones a déménagé à Porto Rico avec Gordon Ryan et d'autres membres du Danaher Death Squad, avant leur rupture et avant de finalement déménager à Austin, au Texas, pour fonder la B Team Jiu-Jitsu en 2021.[réf. nécessaire]
Jones possède un compte OnlyFans humoristique et a fait des apparitions sur plusieurs podcasts populaires comme The Joe Rogan Experience et InfoWars avec Alex Jones.

## Lignée d'instructeur
Mitsuyo Maeda → Carlos Gracie → Hélio Gracie → Carlos Gracie Jr. → Jean Jacques Machado / Rigan Machado → John Will → John Simon → Lachlan Giles → Craig Jones
Il a également été entrainé et coaché par John Danaher.